# 갈비사이근

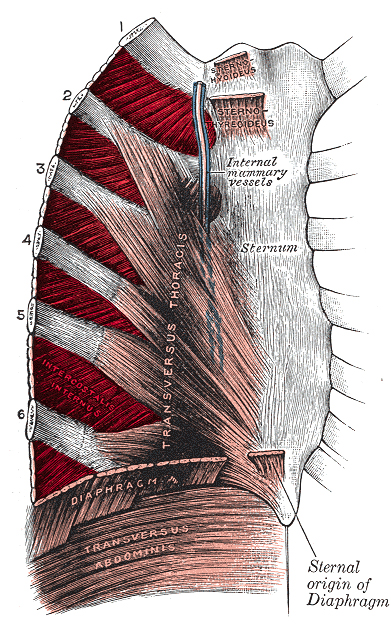
늑간근이 어두운 빨간색으로 표시되어 있다.

갈비사이근, 또는 늑간근(肋間筋, Intercostal muscle)은 갈비뼈 사이에 위치한 여러 근육들의 모임이다. 등뼈와 갈비뼈(늑골), 복장뼈로 구성된 뼈의 집합체를 가슴우리(흉곽)라 한다. 인접하는 늑골 사이에는 안쪽갈비사이근과 바깥갈비사이근이 있다. 바깥갈비사이근이 수축하여 가슴안(흉강, 胸腔)이 넓어질 때 공기가 폐에 흡입되고, 안쪽갈비사이근이 수축하여 가슴안이 좁아질 때 공기는 폐에서 밀려나간다. 이 운동이 주체가 되어 호흡이 일어날 때를 흉식호흡이라 한다. 여성이나 어린아이의 경우 흉식호흡이 차지하는 비중이 크다고 한다. '어깨로 숨을 쉰다'고 표현할 때는 흉식호흡이 주로 행해질 때를 말한다.

## 같이 보기
- 가로막
- 날숨
- 들숨